# La Chanson des Restos
Singles de Les Enfoirés
Ici les Enfoirés
La Chanson des Restos, intitulée Les "Restos" du cœur  à sa sortie, est une chanson caritative française de 1986 écrite et composée par Jean-Jacques Goldman. Vendue dès sa sortie à 533 900 exemplaires en single, elle est à l'initiative de Coluche qui cherchait un premier financement et un slogan pour lancer et promouvoir son association naissante des Restos du cœur.
En 2014, les bénéfices des CD et DVD, ainsi que celui des concerts, reversés en intégralité aux Restos, rapportent à l'association près de 23 millions d'euros, soit 12,5 % de son budget. En 2016, la vente des CD et DVD leur rapporte une vingtaine de millions d'euros, soit 10 % de leur budget.

## Genèse
Le 26 septembre 1985, Coluche lance un appel sur Europe 1 : « J'ai une petite idée comme ça, un resto qui aurait comme ambition au départ de distribuer 2 000  à   3 000 couverts par jour en hiver. »
Par manque d'argent, il demande à Jean-Jacques Goldman de lui composer une chanson : « Salut ! Il nous faudrait une chanson pour les Restos du cœur, un truc qui cartonne, qui nous fasse gagner beaucoup d'argent. Toi tu sais faire. » Jean-Jacques Goldman lui demande pour quand il doit lui faire, Coluche lui répond « La semaine prochaine ». Goldman la boucle en trois jours.

## Interprètes
La chanson est interprétée par plusieurs personnalités qui seront par la suite qualifiées de premiers Enfoirés ayant contribué à la réussite du projet de Coluche. Par ordre d'apparition :
- Coluche (enregistrement au studio Gang en janvier 1986)
- Yves Montand (enregistrement vocal via Nagra par Laurent Cabrol et Coluche, Place Dauphine)
- Nathalie Baye (enregistrement au studio Gang)
- Michel Drucker (enregistrement au studio Gang)
- Michel Platini (enregistrement vocal via Nagra par Eugène Saccomano dans les vestiaires de la Juventus)
- Jean-Jacques Goldman (chant, guitare et chœurs, enregistrement au studio Gang)
- Catherine Deneuve (enregistrement vocal via  Nagra  dans un hôtel à l'étranger)
- Chœurs : Jean-Pierre Janiaud, Francine Chantereau et Catherine Bonnevay

## Versions
Deux 45 tours sont édités chez CBS sous le n° COE 1151, sous le titre Les "Restos" du cœur (le mot « cœur » étant remplacé par le logo en forme de cœur de l'association). La première pochette mentionne, dans l'ordre : Jean-Jacques Goldman, Yves Montand, Michel Platini, Nathalie Baye, Michel Drucker et Coluche. La seconde fait apparaître Catherine Deneuve entre Michel Platini et Nathalie Baye.

## Clip
Le clip mélange des prises de vues lors des enregistrements au studio Gang, des images de l'organisation des repas et des images d'archives TV lors des passages d'Yves Montand et Michel Platini.

## Classements et certifications

### Classement hebdomadaire
| Classement (1986) | Meilleure position |
| ----------------- | ------------------ |
| France (SNEP)     | 2                  |

### Certification
| Pays          | Certification | Date | Ventes certifiées |
| ------------- | ------------- | ---- | ----------------- |
| France (SNEP) | Argent        | 1986 | 250 000           |

## Reprises
- Devenue l'hymne des Restos du Cœur, La Chanson des Restos sera reprise chaque année lors des concerts des Enfoirés, généralement en fin de spectacle, et figure ainsi sur chacun de leurs albums (à l'exception du Zénith des Enfoirés en 1997, bien qu'elle ait été interprétée lors concert et figure sur la captation TV puis la VHS).
- Une seconde version studio de cette chanson, qualifiée de symphonique, est enregistrée en 2001. La voix de Coluche récitant les premières paroles a été conservée. Le texte est ensuite récité, par ordre d'apparition, par Zinédine Zidane, Thierry Lhermitte, Charlotte Gainsbourg, David Douillet, MC Solaar et Aimé Jacquet. La partie chantée est interprétée par Garou. De nombreux autres artistes participent aux chœurs et apparaissent dans le clip[11].
- Le 20 mai 2011, dans l'émission N'oubliez pas les paroles ! diffusée sur France 2, Hélène Ségara, qui faisait partie des Enfoirés depuis 1999, interprète La Chanson des Restos avec Ary Abittan et retrouve les paroles manquantes pour le niveau à 500 €.
- En 1994 la chanson a été reprise en corse sous le titre A canzona di i resto (Adaptation des paroles par Jean Chiorboli) avec différents artistes connus dans la région comme Jean-Paul Poletti, Chjami Aghjalesi...